# Mengasandra, Hosadurga
Mengasandra là một làng thuộc tehsil Hosadurga, huyện Chitradurga, bang Karnataka, Ấn Độ.